# Carina von Enzenberg
Carina Gräfin von Enzenberg zum Freyen- und Jöchelsthurn (* 22. September 1964 in Erlangen) ist eine deutsche Übersetzerin.

## Leben und Werdegang
Carina von Enzenberg absolvierte ein Studium am Münchner Sprachen- und Dolmetscherinstitut. Nach Aufenthalten in Spanien und Südfrankreich begann sie in den Neunzigerjahren ihre Tätigkeit als literarische Übersetzerin. Enzenberg übersetzt Prosawerke aus dem Spanischen, Französischen und Englischen. Sie lebt heute mit ihrer Familie in München.
Carina von Enzenberg erhielt 2001 den Übersetzerpreis für Literatur der Spanischen Botschaft in Deutschland.

## Übersetzungen
- Olivier Adam: Am Ende des Winters, München 2004
- Olivier Adam: Keine Sorge, mir geht's gut. München 2007[1]
- Olivier Adam: Klippen, München 2008
- Nathalie Adnet: Sie sagt, es gibt keine Liebe, München 1995 (übersetzt zusammen mit Hartmut Zahn)
- Julia Alvarez: Im Namen der Salomé, München 2001
- Julia Alvarez: Die Zeit der Schmetterlinge, München 1996 (übersetzt zusammen mit Hartmut Zahn)
- Mario Bellatin: Der blinde Dichter, Frankfurt am Main 2002
- Mario Bellatin: Der Schönheitssalon, Frankfurt am Main 2001
- Nina Bouraoui: Der verbotene Blick, München 1996 (übersetzt zusammen mit Hartmut Zahn)
- Bonnie Joe Campbell: Stromschnellen, München 2013
- Jane Campion: Das Piano, München 1994
- Juan Luís Cebrián: Die Russin, München 1987 (übersetzt zusammen mit Hartmut Zahn)
- Camilo José Cela: Mazurka für zwei Tote, München 1991 (übersetzt zusammen mit Hartmut Zahn)
- François Cheng: Die allzu kurze Ewigkeit, München 2005
- Stephanie Cowell: Die Ballade des Falken, München 1995
- Stephanie Cowell: Der Medicus von London, München 1997
- Jack Curtis: Der Schrei der Schwalbe, München 1990 (übersetzt zusammen mit Hartmut Zahn)
- Miguel De Guzman: Die Schlawiner, Berlin 2010
- Miguel Delibes: Das Holz, aus dem die Helden sind, München [u. a.] 1990 (übersetzt zusammen mit Hartmut Zahn)
- Lucette Destouches: Mein Leben mit Céline, München [u. a.] 2003
- Joël Dicker: Die Wahrheit über den Fall Harry Quebert, München 2013
- Gwen Edelman: Erzähl mir vom Krieg, München 2002
- Eduardo Galeano: Geschichte von der Auferstehung des Papageis, Zürich 2010
- Eduardo Galeano: Wandelnde Worte, München 1997
- Cristina García: Träumen auf kubanisch, Frankfurt am Main 1994 (übersetzt zusammen mit Hartmut Zahn)
- Romain Gary: Das Gewitter, München 2006 (übersetzt zusammen mit Giò Waeckerlin Induni)
- Christopher Hope: Bella, Stuttgart 1991 (übersetzt zusammen mit Hartmut Zahn)
- Christopher Hope: Die Wonnen der Vergänglichkeit, Stuttgart 1994 (übersetzt zusammen mit Hartmut Zahn)
- Pam Houston: Bei Cowboys werd ich schwach, München 1993
- Richard Ives: Von Tigern und Menschen, München 1997 (übersetzt zusammen mit Hartmut Zahn)
- Nancy Kricorian: Zabelles Geschichte, München 1998 (übersetzt zusammen mit Hartmut Zahn)
- Ágota Kristóf: Gestern, München 1996 (übersetzt zusammen mit Hartmut Zahn)
- Ágota Kristóf: Irgendwo, München 2007
- Ágota Kristóf: Monstrum (Bühnenstücke), München 2010 (übersetzt mit anderen)
- Frédéric Lenoir: Das Geheimnis des Weinbergs, München 2003
- Hilary Liftin: Liebe Kate, München 2000
- Sylvia López-Medina: Cantora, München 1994
- Javier Marías: Geschriebenes Leben, Stuttgart 2001
- Javier Marías: Morgen in der Schlacht denk an mich, Stuttgart 1998 (übersetzt zusammen mit Hartmut Zahn)
- Martin Millar: Träume, Sex und stage diving, München 1996 (übersetzt zusammen mit Hartmut Zahn)
- Kenizé Mourad: Der Garten von Badalpur, München 1998
- Barbara Neil: Das Verlangen der Delia Sutherland, München 1994 (übersetzt zusammen mit Hartmut Zahn)
- Silvana Ocampo: Die Farbe der Zeit, Stuttgart 1995 (übersetzt zusammen mit Hartmut Zahn)
- Silvina Ocampo: Der Farnwald, Stuttgart 1991 (übersetzt zusammen mit Hartmut Zahn)
- Tony Parsons: One for my baby, München 2002 (übersetzt zusammen mit Christiane Buchner)
- Tony Parsons: Die schönste Frau der Welt, München 2003 (übersetzt zusammen mit Christiane Buchner)
- Rosa Regàs: Azur, Frankfurt am Main 1996 (übersetzt zusammen mit Hartmut Zahn)
- Charles Scott Richardson: Das Ende des Alphabets, München 2007
- Mordecai Richler: Solomon Gursky war hier, München 1992 (übersetzt zusammen mit Hartmut Zahn)
- Evelino Rosero Diago: Indiskrete Blicke, München 1993
- Jean Rouaud: Die Felder der Ehre, München 1993 (übersetzt zusammen mit Hartmut Zahn)
- Jean Rouaud: Hadrians Villa in unserem Garten, München 1994 (übersetzt zusammen mit Hartmut Zahn)
- Jean Rouaud: Die ungefähre Welt, München 1997 (übersetzt zusammen mit Hartmut Zahn)
- Françoise Sagan: Bonjour New York, München 2008
- Matthew Phipps Shiel: Huguenins Frau, Stuttgart 2006 (übersetzt zusammen mit Wolfgang Krege)
- Osvaldo Soriano: Der Koffer oder Die Revolution der Gorillas, Stuttgart 1990 (übersetzt zusammen mit Hartmut Zahn)
- Sacha Sperling: Ich dich auch nicht, München 2011
- Renée Swindle: Mehr, mehr, mehr, München 1999 (übersetzt zusammen mit Christiane Buchner)
- Lothar Schirmer Hg.: Tambourine man. Pop-Lyrics der 1960er Jahre. "Rock around the clock" bis Hotel California 1955 - 1977. München 2003 (übersetzt zusammen mit Melanie Walz)
- Chantal Thomas: Leb wohl Königin!, Stuttgart 2005
- Gonzalo Torrente Ballester: Don Juan, Stuttgart 1993 (übersetzt zusammen mit Hartmut Zahn)
- Gonzalo Torrente Ballester: Trilogie Licht und Schatten. Stuttgart 1991 (übersetzt zusammen mit Hartmut Zahn)

1. Die Ankunft des Herrn.
2. Wo der Wind sich dreht.
3. Das Osterfest.

- Stephen Vizinczey: Wie ich lernte, die Frauen zu lieben, München 2004
- Pedro Zarraluki: Der letzte Romantiker, München 1996 (übersetzt zusammen mit Hartmut Zahn)